# The Punisher: Dirty Laundry
The Punisher: Dirty Laundry ist ein Kurzfilm von Thomas Jane aus dem Jahr 2012. In diesem Film spielt Jane zum zweiten Mal den Punisher. Thomas Jane hatte den Film selbst produziert und stellte ihn auf der Comic-Con 2012 in San Diego vor.

## Handlung
Frank Castle alias The Punisher macht sich auf den Weg zu einem Waschsalon und wird dabei Zeuge, wie der Anführer einer Straßengang eine Prostituierte vergewaltigt und seine Gang anschließend einen kleinen Jungen brutal überfällt. Nachdem er die Hilferufe nicht mehr erträgt, spricht Frank mit einem verbitterten Ladenbesitzer und sieht ein, dass man vor dem Übel der Welt nicht immer die Augen verschließen kann. Der Ladenbesitzer erzählt Frank, dass dieser früher versucht hatte, dieselbe Gang davon abzuhalten, jemanden zu überfallen. Die Aktion ging jedoch schief und seitdem sitzt dieser im Rollstuhl. Frank kauft sich eine Flasche Jack Daniel’s und tötet alle acht Gangmitglieder allein mit der Flasche. Den Anführer der Gang schlägt er brutal zusammen und bricht ihm die rechte Hand und beide Beine. Danach überschüttet Frank den Anführer mit dem Inhalt der Flasche und stellt ein entzündetes Zippo vor diesen, ohne es zu benutzen. Frank geht zurück in den Waschsalon und liest Zeitung. Draußen erscheint die vergewaltigte Prostituierte vor ihrem Peiniger. Sie nimmt das Feuerzeug in die Hand und wirft es auf den Anführer. Unter Todesschreien verbrennt dieser qualvoll, während Frank seine Wäsche zusammenpackt und den Salon verlässt. Als er in seinen Van steigen will, bringt ihm der kleine Junge, der von der Gang überfallen wurde, ein schwarzes T-Shirt, das Frank verloren hat. Frank schenkt es dem Jungen und fährt mit seinem Van davon. Der Junge schaut sich das Shirt genauer an und entdeckt auf der Vorderseite einen großen weißen Totenkopf.

## Hintergründe
Thomas Jane sagte selbst, dass er einen Film für eine Figur machen wollte, die er stets geliebt und immer an sie geglaubt habe – einen Liebesbrief an Frank Castle und seine Fans. Er beschrieb die Erfahrung am Set als unglaublich, da jeder der Beteiligten nur zum Spaß dabei war und es von Anfang bis Ende eine einzige Freude gewesen sei.

## Trivia
Den Film Dirty Laundry kann man kostenlos auf YouTube anschauen.